# 威斯康星大學史蒂芬斯角分校

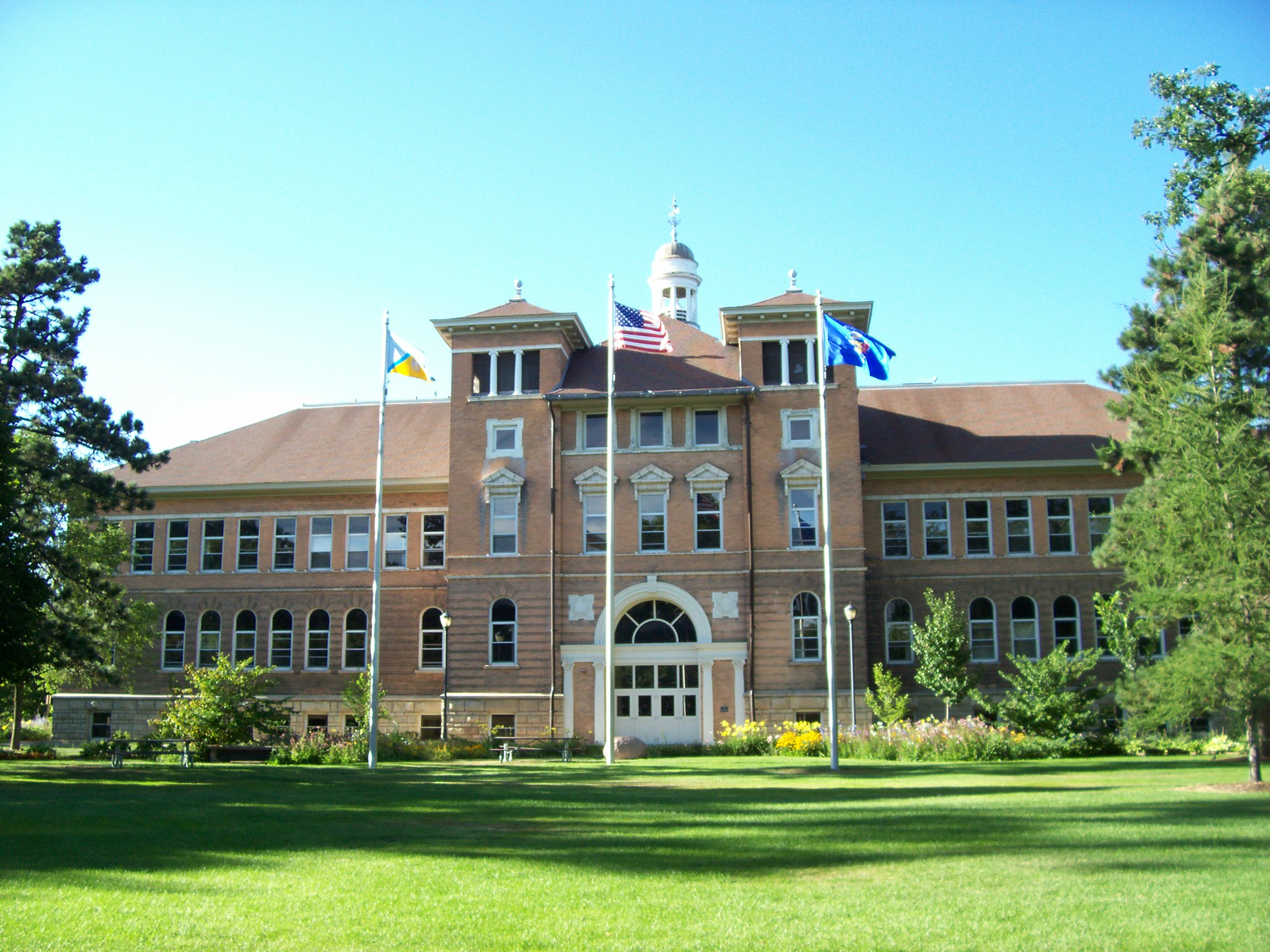
其行政大樓“Old Main”

威斯康辛大學史蒂芬斯角分校（University of Wisconsin–Stevens Point，亦稱：UW–Stevens Point或UWSP）是威斯康辛大學系統內、位於美國威斯康辛州史蒂芬斯角的一所公立大學，成立於1894年。2015年《美國新聞與世界報道》在「中西部地區大學」排名中將其列在第54位。